# ¿Which Side Are You On?
¿Which Side Are You On? és el dissetè àlbum d’estudi de la cantant i compositora Ani DiFranco publicat al 2012.
La cançó que dona nom al disc és una versió de la cançó que Pete Seeger va popularitzar als anys ’60, originalment composta per Florence Reece al 1931. El propi Seeger col·labora amb veu de fons i banjo al títol.
A més de Seeger, i tal com ja va fer a Red Letter Year, DiFranco es rodeja de molts artistes convidats entre els quals destaquen el guitarrista Adam Levy (Norah Jones, Tracy Chapman), Ivan i Cyril Neville (The Neville Brothers), el saxofonista Skerik (Pearl Jam, R.E.M.) i la cantautora Anaïs Mitchell (Hadestown).
L’àlbum va arribar a la posició 5 de la llista Independent Albums, a la 26 de la Billboard 200, i va assolir el número 1 a la llista Americana/Folk Albums (mantenint-se un total de 7 setmanes a la llista), totes elles publicades per Billboard.

## Llista de cançons
Totes les cançons foren escrites i compostes per Ani DiFranco. 
| Núm. | Títol                     | Durada |
| ---- | ------------------------- | ------ |
| 1.   | «Life Boat»               | 4:09   |
| 2.   | «Unworry»                 | 4:17   |
| 3.   | «¿Which Side Are You On?» | 6:27   |
| 4.   | «Splinter»                | 4:36   |
| 5.   | «Promiscuity»             | 3:20   |
| 6.   | «Albacore»                | 4:08   |
| 7.   | «J»                       | 5:15   |
| 8.   | «If Yr Not»               | 2:51   |
| 9.   | «Hearse»                  | 4:04   |
| 10.  | «Mariachi»                | 4:03   |
| 11.  | «Amendment»               | 6:27   |
| 12.  | «Zoo»                     | 3:08   |

### Edició en vinil
| 1. | «Life Boat»               | 4:09 |
| 2. | «Unworry»                 | 4:17 |
| 3. | «¿Which Side Are You On?» | 6:27 |

| 4. | «Splinter»    | 4:36 |
| 5. | «Promiscuity» | 3:20 |
| 6. | «Albacore»    | 4:08 |

| 7. | «J»         | 5:15 |
| 8. | «If Yr Not» | 2:51 |
| 9. | «Hearse»    | 4:04 |

| 10. | «Mariachi»  | 4:03 |
| 11. | «Amendment» | 6:27 |
| 12. | «Zoo»       | 3:08 |

## Personal
- Ani DiFranco – veu, guitarra baríton, percussió, synth bass, guitarra, tenor guitar, teclats, sintetitzador, clavicèmbal, guitarra elèctrica, bateria, campanes, 12-string guitar, atmospherics
- Todd Sickafoose – contrabaix, piano Wurlitzer, baix, mellotron, piano, clavicèmbal, baix elèctric, theremin, Hammond SK1, campanes, harmònium
- Mike Dillon – timbales, percussió, vibràfon, campanes tubulars, triangle, atmospherics
- Andy Borger – bateria, percussió
- Allison Miller – bateria, veu de fons
- Adam Levy – guitarra elèctrica, guitarra elèctrica distorsionada a «Life Boat»
- CC Adcock – guitarra elèctrica neta a «Life Boat»
- Pete Seeger – banjo i veu de fons a «¿Which Side Are You On?»
- Derrick Tabb – caixa a «¿Which Side Are You On?»
- The Rivertown Kids – veu de fons a «¿Which Side Are You On?»
- Roots of Music Marching Crusaders – vent-metall, percussió a «¿Which Side Are You On?»
- Michael Juan Nunez – pedal steel guitar a «Splinter»
- Dave Rosser – guitarra elèctrica a «Albacore»
- Ivan Neville – keyboard bass, sintetitzador, veu de fons a «J»
- Cyril Neville – bateria a «J»
- Anaïs Mitchell – veu de fons a «J»
- Jeffrey Clemens – percussió a «J»
- Ashley Toman – arpa
- Ben Ellman – saxòfon tenor a «If Yr Not»
- Mark Mullins – trombó a «If Yr Not»
- Matt Perrine – tuba a «If Yr Not»
- Mike Napolitano – drum loops a «Hearse»
- Skerik – saxòfon tenor (solo) i atmospherics a «Amendment»

### Producció
- Producció – Ani DiFranco, Mike Napolitano
- Enregistrament – Mike Napolitano
- Assistent enginyeria Bogaloosa, LA – Ben Mumphry, Jay Wesley
- Assistent enginyeria Brooklyn, NY – Andy Taub, Ben Liscio
- Mescla – Mike Napolitano, Ani DiFranco
- Masterització – Brent Lambert
- Direcció artística – Ani DiFranco, Brian Grunert
- Disseny – Brian Grunert, Annie Stoll, Maria Taczak
- Fotografia – Michael Napolitano (paó real), Patti Perret (A.DiFranco), Biff Henrich

## Llistes
| Llista (2012)         | Posició |
| --------------------- | ------- |
| Americana/Folk Albums | 1       |
| Independent Albums    | 5       |
| Billboard 200         | 26      |

Llistes publicades per Billboard.